# 瑪麗亞·佩夫奇赫
玛丽亚·康斯坦丁诺芙娜·佩夫奇赫（羅馬化：Mariya Konstantinovna Pevchikh；1987年8月15日—），俄罗斯调查记者和反腐败活动家，自2023年3月起担任反腐败基金会董事会主席，她因揭露俄罗斯高层腐败而闻名。